# Allodapula ornaticeps
Allodapula ornaticeps är en biart som beskrevs av Michener 1971. Allodapula ornaticeps ingår i släktet Allodapula och familjen långtungebin. Inga underarter finns listade i Catalogue of Life.